# 威洛 (伊利諾伊州)
威洛（英語：Willow）是位於美國伊利諾伊州喬戴維斯縣的一個非建制地區。該地的面積和人口皆未知。

## 地理
威洛的座標為42°16′41″N 89°56′59″W / 42.27806°N 89.94972°W，而該地的平均海拔高度為241米（即791英尺）。